# Terror (fumetto)
Terror è stata una serie a fumetti per adulti di genere horror pubblicata in Italia dalla Ediperiodici dal 1969 al 1987. Lo stesso editore poi pubblicò un'altra serie dalle tematiche simili, ma di genere fantascientifico con toni horror, Terror Blu, edita dal 1976 al 1983 e, come Terror Special, fino al 1994.

## Storia editoriale
La serie presentava storie indipendenti scritte da diversi autori come Renzo Barbieri, Paolo Ghelardini, Carmelo Gozzo, Vladimiro Missaglia, Nava, Silverio Pisu e diversi disegnatori come Leone Cimpellin, Vittorio Cossio, Mario Cubbino, Giuseppe Dalla Santa, Víctor de la Fuente, Stelio Fenzo, Eugenio Forte, Leone Frollo, Eros Kara, Lorenzo Lepori, Milo Manara, Tito Marchioro, Saverio Micheloni, Vladimiro Missaglia, Montana Alsina, Ivo Pavone, Ferdinando Tacconi e Angelo Todaro. Durante gli anni ottanta e novanta, venne edita una serie, Raccolta Terror, pubblicata per 72, che riproponeva varie testate dello stesso editore integrando ai resi della serie Terror quelle di altre testate come Terror Blu e altre di genere analogo.